# Achí
Achí è un comune della Colombia facente parte del dipartimento di Bolívar.
Il centro abitato venne fondato da un gruppo di persone fuggite da località vicine a causa di un'epidemia di colera nel 1814, mentre l'istituzione del comune è del 1934.